# Fedoriwka (hromada Łanna)
Fedoriwka (ukr. Федорівка) – wieś na Ukrainie, w obwodzie połtawskim, w rejonie połtawskim. W 2024 liczyła 1592 mieszkańców, spośród których 1500 wskazało jako ojczysty język ukraiński.

## Urodzeni
- Gieorgij Bieriegowoj